# إدموند جورج ليند
إدموند جورج ليند (بالإنجليزية: Edmund George Lind) هو مهندس معماري أمريكي، ولد في 18 يونيو 1829، وتوفي في 1909.